# کوتو
کوتو یک ابخوست و منطقه شهرداری در ناحیه مورتلوکس در ایالت چوک در کشور ایالات فدرال میکرونزی است.
{{Infobox settlement
|name=کوتو|native_name=|native_name_lang=|motto=|image_skyline=|map_alt=|image_caption=|pushpin_map=Federated States of Micronesia|pushpin_label_position=|pushpin_map_alt=|pushpin_map_caption=|latd=5|latm=27|lats=15.84|latNS=N|longd=153|longm=27|longs=31.68|longEW=E

## جغرافیا
کوتو در ۵۰۰ کیلومتر (۳۱۰ مایل) باختر پالیکیر قرار دارد.

## آب و هوا
ماه فوریه پر باران‌ترین و سردترین ماه با ۴۵۹ میلی‌متر بارش و ۲۴ درجه سلسیوس است. ماه آوریل کم باران‌ترین و گرم‌ترین ماه با ۲۷۱ میلی‌متر بارش و ۲۵ درجه سلسیوس است.